# Žíňánky
Žíňánky je malá vesnice, část obce Soběhrdy v okrese Benešov. Nachází se asi 2 km na západ od Soběhrd. V roce 2009 zde bylo evidováno 21 adres. Žíňánky leží v katastrálním území Žíňany o výměře 3,48 km².

## Historie
První písemná zmínka o vesnici pochází z roku 1408.

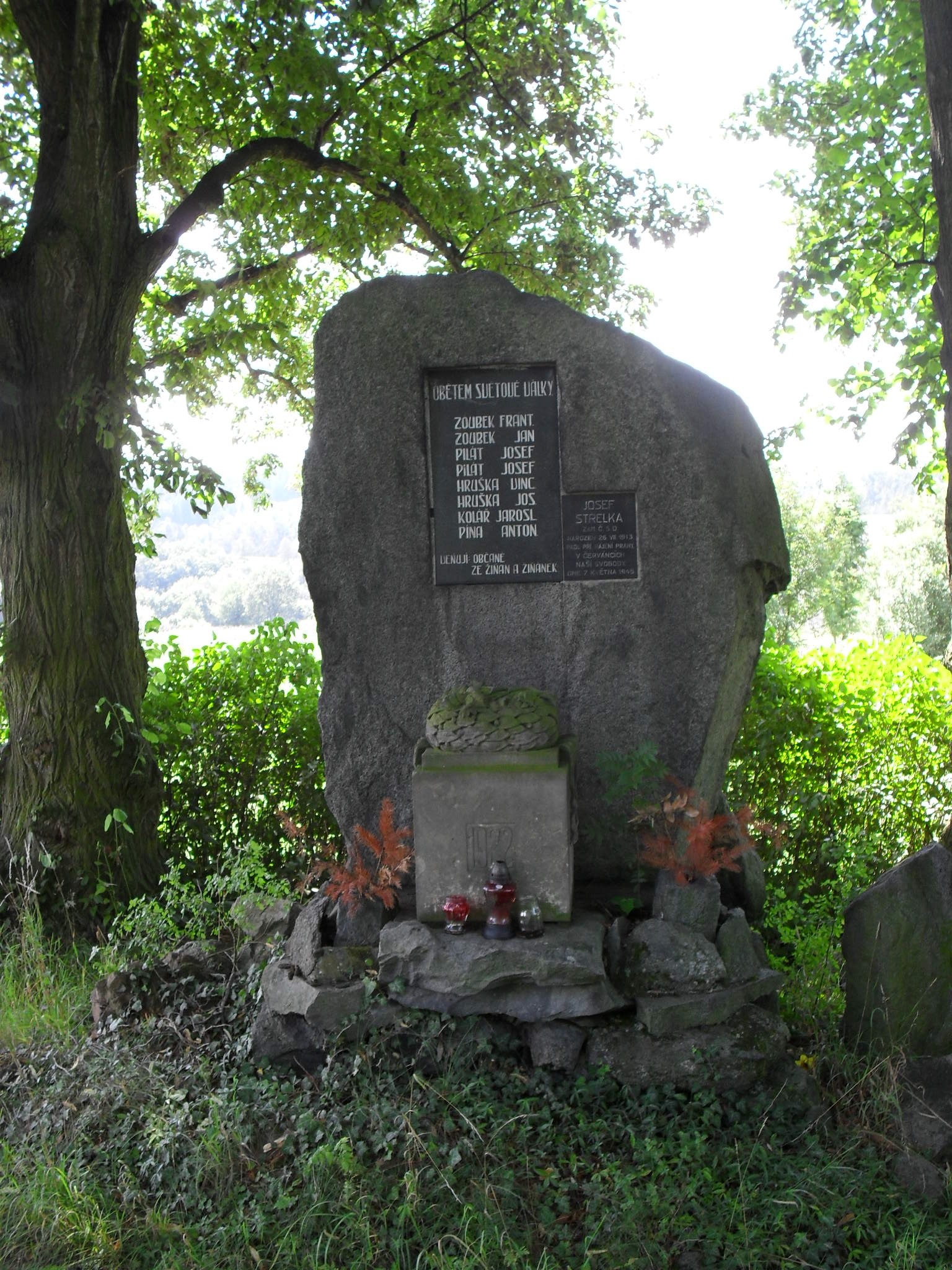
Pomník obětem první světové války

Historie Žíňánek (dříve Malé Žíňany) je velmi provázaná s historií sousední obce Žíňany, stejně jako Žíňany i Žíňánky v roce 1725 připadly konopišťskému panství a do roku 1910 obě vsi patřily k nedaleké Mrači.
V roce 1910 se Žíňánky od Mrače odtrhly a byly připojeny k Žíňanům. Spolu s nimi se pak v padesátých letech 20. století staly částí obce Soběhrdy.

## Památky
- Zvonička z roku 1870, po roce 2000 zrestaurována
- Pomník obětem první světové války nad vesnicí